# Hymenodon pilifer
Hymenodon pilifer är en bladmossart som beskrevs av J. D. Hooker och William M. Wilson 1844. Hymenodon pilifer ingår i släktet Hymenodon och familjen Rhizogoniaceae. Inga underarter finns listade i Catalogue of Life.